# Trò chơi pháo binh
Trò chơi pháo binh (tiếng Anh: Artillery game) là thể loại video game (thường là theo lượt) hai hoặc ba người chơi đầu tiên liên quan đến xe tăng chiến đấu lẫn nhau trong một trận đấu hoặc tương tự. Trò chơi pháo binh là một trong những trò chơi máy tính đầu tiên được phát triển; chủ đề của dạng game này là một phần mở rộng trong những ứng dụng ban đầu của bản thân máy tính, từng được sử dụng để tính toán quỹ đạo của tên lửa và các tính toán liên quan khác dựa trên quân sự. Trò chơi pháo binh được mô tả như là một loại "game bắn súng", dù chúng thường được phân loại như một loại game chiến lược.
Tiền thân của thể loại game kiểu pháo binh hiện đại là những game dạng chữ mô phỏng pháo binh hoàn toàn với các giá trị dữ liệu nhập vào. Một trò chơi BASIC gọi đơn giản là pháo binh do Mike Forman viết và được xuất bản trong tạp chí Creative Computing vào năm 1976. Đây là phiên bản máy tính gia đình chuyên đề của trò chơi đã được M. E. Lyon sửa đổi vào năm 1977 và Brian West được biết đến dưới tên gọi là War 3; War 3 còn được sửa đổi hơn nữa vào năm 1979 và được công bố với tên gọi Artillery-3. Các phiên bản ban đầu của những game đấu tăng theo lượt đã thể hiện dữ liệu do con người đưa vào như khoảng cách giữa các xe tăng, vận tốc hoặc "hỏa lực" của phát bắn và góc từ tháp pháo của xe tăng.

## Pháo binh dạng đồ họa

Artillery cho máy tính Apple II là một trong những phiên bản đồ họa đầu tiên của thể loại game pháo binh theo lượt.

Máy tính để bàn ngôn ngữ BASIC Tektronix 4051 vào giữa những năm 1970 đã có một chương trình chạy thử được gọi là Artillery (pháo binh) sử dụng một thiết bị lưu trữ hình CRT cho phần đồ họa. Một chương trình tương tự xuất hiện trên đầu băng chạy thử đồ họa HP 2647 vào cuối thập niên 1970.
Một phiên bản đồ họa đầu tiên của trò chơi pháo binh dành cho máy tính cá nhân xuất hiện trên nền tảng máy tính Apple II vào năm 1980. Viết bằng ngôn ngữ Applesoft BASIC, biến thể này còn được gọi là Artillery, xây dựng dựa trên các khái niệm trước đây của trò chơi pháo binh được công bố trong tạp chí Creative Computing nhưng cho phép người chơi thực sự nhìn thấy được một đại diện đồ họa đơn giản của xe tăng, chiến trường, và địa hình. Phiên bản Apple II còn đưa cả tốc độ gió vào tầm quan trọng khi khi tính toán kết quả cuối cùng của phát bắn. Những dòng chữ hiển thị trên màn hình cho người chơi thấy con đường mà phát bắn trước đó đã thực hiện đối với mục tiêu của họ, cho phép người chơi sử dụng dữ liệu hình ảnh khi xem xét chiến lược trong tương lai. Những game tương tự đã được làm cho các dòng máy tính gia đình như Commodore PET năm 1981. Năm 1983, Amoeba Software phát hành một trò chơi gọi là Tank Trax đã sớm được công ty game Mastertronic tóm lấy và tái phát hành lúc ban đầu. Đây lại là một phiên bản cổ điển của dòng game pháo binh, tuy nhiên bạn có thể thay đổi chiều cao của các ngọn đồi ở giữa những người chơi đến cả một ngọn núi hoặc một chân đồi (Tuy nhiên điều này đôi lúc thực hiện có sự khác biệt trong lối chơi thực tế như một số chân trông cao như dãy núi và một số ngọn núi quá thấp đủ để được xem là chân núi). Người chơi cũng có thể mặc định cái tên của Tướng Patton và Monty.
Những biến thể video game console của trò chơi pháo binh sớm nổi lên sau sự xuất hiện phiên bản máy tính cá nhân có đồ họa đầu tiên. Một tựa game hai người chơi gọi là Smithereens! được phát hành vào năm 1982 cho hệ máy Magnavox Odyssey² trong đó có hai máy phóng, mỗi cái nằm đằng sau một bức tường thành của tòa lâu đài, chọi đá vào nhau. Dù không phải là dạng theo lượt, trò chơi đã sử dụng tổng hợp giọng nói của console để phát ra những lời lăng mạ mỉa mai khi một người chơi bắn vào kẻ khác. Tựa game kiểu pháo binh được phổ biến đầu tiên là Artillery Duel. Artillery Duel được phát hành vào năm 1983 cho video game console Atari 2600 và ColecoVision cũng như nền tảng máy tính cá nhân Commodore 64 và VIC-20. Trò chơi có cảnh nền và đồ họa địa hình trau chuốt hơn cũng như màn hình đồ họa đơn giản hiển thị tốc độ gió và số lượng đạn dược.

## Pháo binh trên máy tính

Scorched Earth cho máy tính tương thích với IBM đã giúp tăng sự phổ biến của trò chơi pháo binh với sự đa dạng chủng loại vũ khí, nhiều tùy chọn chơi mạng và các tùy chọn cấu hình linh hoạt.

Với sự hiện diện ngày càng tăng của các dòng máy tính tương thích với IBM đến sự xuất hiện của trò chơi pháo binh dành cho nền tảng này. Năm 1988, Artillery Combat hay EGAbomb do hãng Rad Delaroderie phát hành, viết bằng ngôn ngữ Turbo BASIC và về sau được phân phổi bởi RAD Software. Đến năm 1990, Tank Wars do Kenny Morse phát hành và Microforum xuất bản cho các máy tính dựa trên MS-DOS. Tank Wars đã giới thiệu các khái niệm về mua vũ khí và các xe tăng có AI máy tính phức tạp điều khiển dành cho trò chơi pháo binh. Gravity Wars là một sự chuyển đổi của tựa game Amiga cùng tên đã đưa thể loại pháo binh tiến vào không gian, giới thiệu một trường hấp dẫn 2D xung quanh hành tinh, một định dạng cũng đã truyền cảm hứng cho nhiều bản làm lại.
Vào năm 1991, một trong những trò chơi kiểu pháo binh đặc biệt nhận được sự chú ý rộng rãi khi Gorillas được phân phối như một phần của QBasic với MS-DOS 5.0. Năm đó cũng chứng kiến sự ra mắt phiên bản đầu tiên của Scorched Earth của Wendell Hicken. Scorched Earth là một tựa game shareware phổ biến dành cho MS-DOS mà xe tăng chiến đấu theo lượt trong địa hình 2D, với mỗi người chơi điều chỉnh góc độ và hỏa lực tháp pháo xe tăng của mình trước khi mỗi lần bắn. Scorched Earth với nhiều loại vũ khí và tầm bắn được coi là nguyên mẫu hiện đại của định dạng này, mà các tựa game nổi tiếng Worms, Atomic Cannon, Hogs of War, SpaceTanks, GunBound và Pocket Tanks đều dựa theo đấy. Scorched Earth đã kết hợp nhiều tính năng của trò chơi pháo binh đồ họa trước đó (bao gồm cả ý kiến châm biếm của từng chiếc tăng của người chơi trước khi bắn) trong khi mở rộng các tùy chọn có sẵn cho mỗi người chơi liên quan đến việc lựa chọn các loại vũ khí có sẵn, khả năng sử dụng khiên, dù và khả năng để di chuyển xe tăng của người chơi (với việc mua các thùng nhiên liệu). Trò chơi có cấu hình khá cao và sử dụng một giao diện người dùng đồ họa điều khiển bằng chuột đơn giản.

## Pháo binh hiện đại

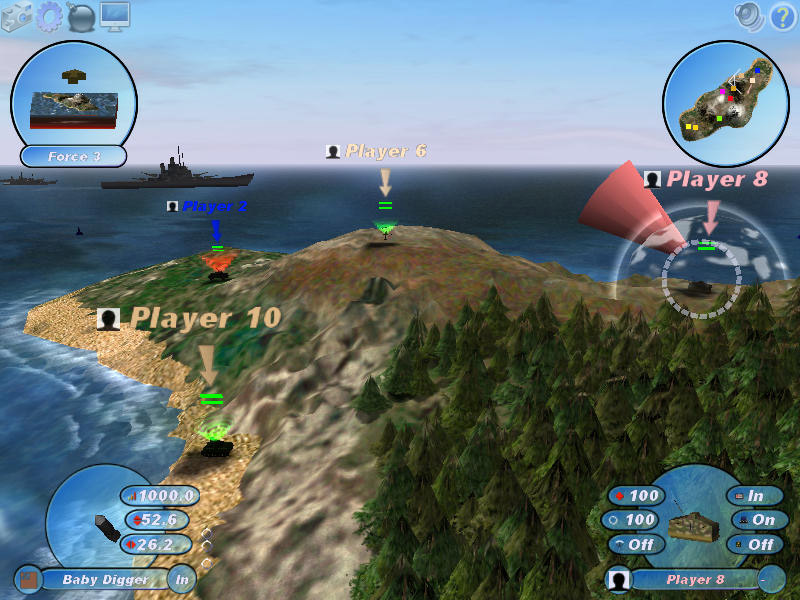
Scorched 3D được coi là một game pháo binh điển hình của thể loại này.

Vào năm 1994, Team17 Software đã phát hành phiên bản đầu tiên của loạt game dàn trận theo lượt thành công Worms trên nền tảng máy tính Amiga. Trong Worms, người chơi điều khiển một trung đội những chú sâu nhỏ (chứ không phải là xe tăng) trên một cảnh quan biến dạng, chiến đấu với các nhóm do người chơi hoặc máy tính điều khiển. Trò chơi có kiểu đồ họa phong cách hoạt hình tươi sáng và hài hước và một kho gồm nhiều loại vũ khí đa dạng kỳ quái. Những phiên bản tiếp theo của dòng game này đã được phát hành từ năm 1995, bao gồm cả phiên bản 3D (Worms 3D) vào năm 2003. Về sau được tiếp nối bởi Worms Forts và Worms 4. Trò chơi sau đó quay trở lại với lối chơi phong cách 2D của mình trong Worms Open Warfare (2006) và Worms:Reloaded (2010).
Năm 2001, Gavin Camp đã cho phát hành một tựa game pháo binh 3D gọi là Scorched 3D dựa trên một cách lỏng lẻo phiên bản trước đó Scorched Earth. Scorched 3D cung cấp nhiều tùy chọn như chơi nối mạng LAN và Internet, hình đại diện của người chơi và góc nhìn camera linh hoạt. Năm 2003, Isotope244 đã phát hành tựa game Atomic Cannon cho Windows, Mac OS X, và Windows Mobile. Các dự án hoạt động khác bao gồm Warmux hoặc Hedgewars, hoàn toàn có thể chơi được trên nhiều hệ điều hành, bao gồm Windows, GNU/Linux hoặc Mac OS X. DDTank là một tựa game pháo binh MMORPG miễn phí trên trình duyệt nổi tiếng.
Tháng 12 năm 2009, hãng Rovio Mobile có trụ sở tại Phần Lan phát hành Angry Birds, một tựa game nổi tiếng trong đó người chơi nhằm mục đích tìm ra cách hiệu quả nhất để tiêu diệt các công trình kiến trúc khác nhau bằng cách dự đoán quỹ đạo và tác động tiêu cực của một con chim bị súng cao su bắn trúng, có thể được coi là một phiên bản của một trò chơi pháo binh dưới dạng một thế giới hạn chế bằng 2D, lực góc/bắn ra, những tên lửa thụ động theo quỹ đạo định hướng trọng lực và việc sử dụng các tên lửa và/hoặc phá hủy cảnh quan để giết vài con lợn không tiếng kêu ở mỗi màn chơi. Tuy vậy nó lại thiếu lực phản công từ mục tiêu của người chơi, cũng như lượng đạn vô hạn của ít nhất một loạt đạn phóng ra.
Việc phát hành Total War: Shogun 2: Fall of the Samurai vào tháng 3 năm 2012 sự bao gồm của một trong các biến thể của dạng game pháo binh. Người chơi có thể tự kiểm soát từng viên đạn pháo, khai hỏa và sau đó điều chỉnh cho mỗi lượt bắn.